# Lambada (Erdbeere)

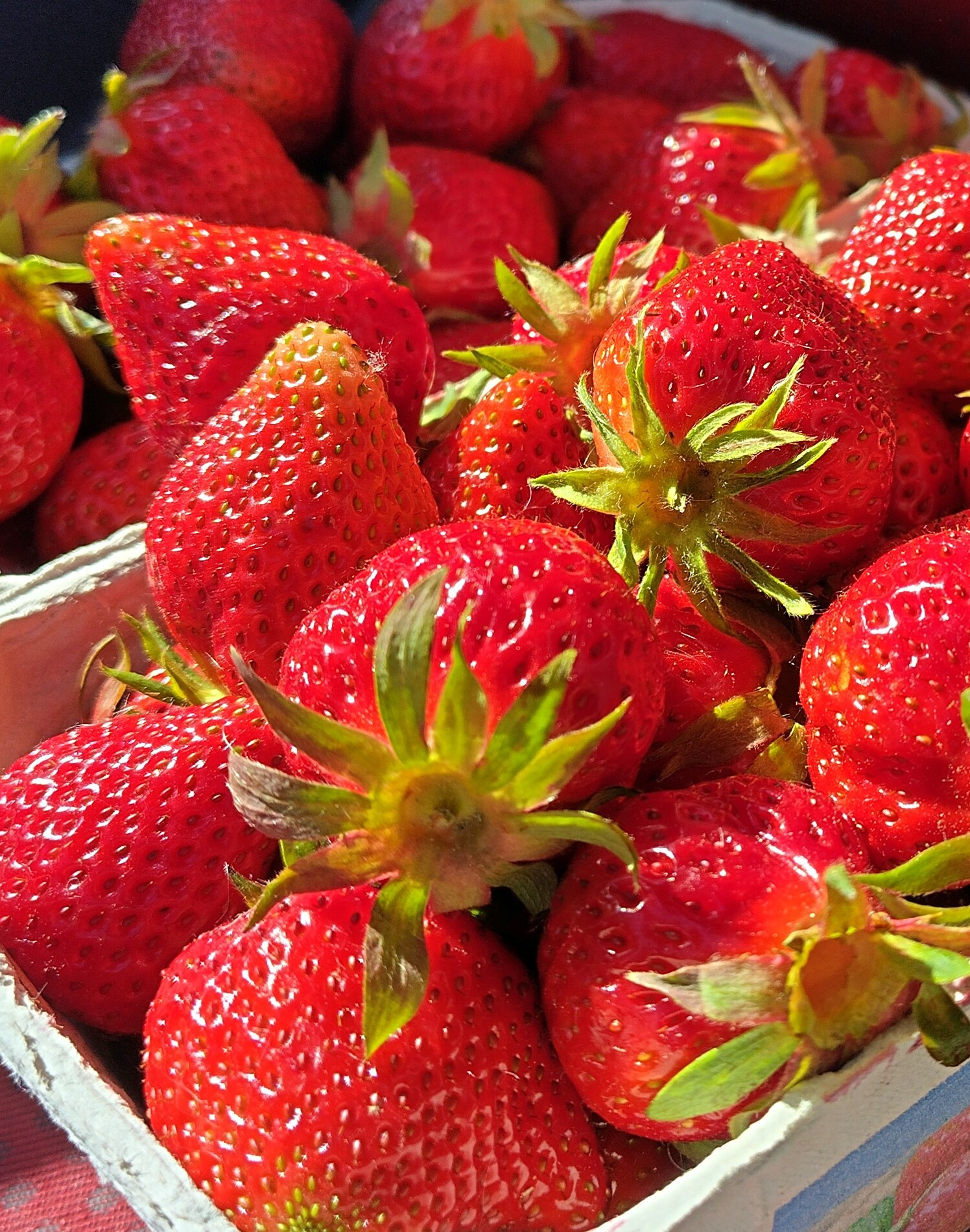
Erdbeeren der Sorte Lambada

Die Erdbeersorte Lambada ist eine sehr süße Erdbeere, die von Allergikern sehr häufig gut vertragen wird.
Die Frucht ist sehr süß, glänzend rot und relativ fest. Die Früchte, die auch als Gourmet-Erdbeere bezeichnet werden, verlieren schnell an Geschmack und sollten daher schnell verzehrt werden. Die Sorte ist eine Kreuzung von Sivetta und Holiday. 
Die Erdbeere sollte im August an trockenen und sonnigen Standorten gepflanzt werden. Dabei sollten die einzelnen Pflanzen einen Abstand von mindestens 20 cm haben und in lockerem Boden wurzeln. Die Früchte werden bei ausreichend Sonne im Frühsommer reif.